# Elizaveta Aleksandrovna Stroganova
Elizaveta Aleksandrovna Stroganova, in russo Елизавета Александровна Строганова? (San Pietroburgo, 3 febbraio 1779 – Parigi, 27 marzo 1818), è stata una nobildonna russa.

## Biografia
Era la figlia più giovane del barone Aleksandr Nikolaevič Stroganov (1740-1789), e della sua prima moglie, Elizaveta Aleksandrovna Zagrjažskaja (1745-1831). Sua madre era una dama di corte e la famosa bellezza della corte di Caterina.
Era la nipote del grande statista Aleksandr Sergeevič Stroganov.

## Matrimonio
Nel dicembre 1793, all'età di 14 anni, sposò Nikolaj Nikitič Demidov, un ricco industriale. Ebbero quattro figli:
- Aleksander Nikolaevič (1796-1800);
- Pavel Nikolaevič (1798-1840);
- Nikolaj Nikolaevič (1799-1800);
- Anatolij Nikolaevič (1812-1869),

Il matrimonio con Elizaveta permise a Demidoff, non solo di aumentare la sua ricchezza, ma di entrare nella cerchia della nobiltà della capitale. Dopo il matrimonio, la coppia visse a Mosca e a San Pietroburgo, ma dopo il pensionamento di Demidoff, nel 1800, andarono in Europa, dove visitarono la Germania, l'Inghilterra, la Francia e l'Italia. Rimasero a Parigi, dove vissero nel palazzo dei Duchi de Praslin.
Non fu un matrimonio felice. Questa discordia era poco visibile sotto le spoglie di una vita sociale vivace.
La sua casa era sempre meta di artisti, musicisti, poeti e scrittori. Elizaveta amava la Francia e ammirava Napoleone. Con la morte del duca di d'Enghien nel 1804, portò molti russi a lasciare la Francia.
Nel 1805, si trasferirono in Italia. Nel 1807, con la pace di Tilsit, la famiglia ritornò a Parigi, ma l'atmosfera politica progressivamente si riscaldò: alla vigilia delle guerre napoleoniche, Demidoff dovette lasciare Parigi per ritornare in Russia, stabilendosi a Mosca.
Dopo il restauro dei Borboni, Elizaveta tornò alla sua amata Parigi, ma senza suo marito e i figli.

## Morte
Morì il 27 marzo 1818, quasi all'improvviso, in grande sofferenza, dopo una breve malattia, e fu sepolta nel cimitero di Père-Lachaise.